# Inside Out (franquicia)
Inside Out (conocida en Hispanoamérica como Intensamente y en España como Del Revés) es una franquicia mediática estadounidense creada por Pete Docter y Ronnie del Carmen. Tiene lugar dentro de la mente de una niña llamada Riley Andersen, donde múltiples emociones personificadas administran sus pensamientos y acciones. La franquicia está producida por Pixar Animation Studios y distribuida por su empresa matriz Walt Disney Studios Motion Pictures. Comenzó con la película homónima de 2015, a la que siguió Inside Out 2 (2024). La franquicia también incluye un cortometraje (¿La Primera Cita de Riley?), una serie de animación (El Sueño, Producciones), varios videojuegos y dos atracciones para parques temáticos.

## Películas
| Película     | Fecha de estreno en EE. UU. | Dirigida por                    | Guion de                               | Historia de                     | Producido por |
| ------------ | --------------------------- | ------------------------------- | -------------------------------------- | ------------------------------- | ------------- |
| Inside Out   | 19 de junio de 2015         | Pete Docter y Ronnie Del Carmen | Pete Docter, Meg LeFauve y Josh Cooley | Pete Docter y Ronnie del Carmen | Jonas Rivera  |
| Inside Out 2 | 14 de junio de 2024         | Kelsey Mann                     | Meg LeFauve y Dave Holstein            | Meg LaFauve y Kelsey Mann       | Mark Nielsen  |

### Inside Out(2015)
Inside Out sigue el funcionamiento interno de la mente de Riley, una niña que se adapta al traslado de su familia mientras cinco emociones personificadas administran sus pensamientos y acciones.
El director Pete Docter concibió Inside Out en octubre de 2009 tras observar cambios en la personalidad de su hija a medida que crecía. Docter invitó a Ronnie del Carmen, que había trabajado anteriormente como supervisor de historias en Buscando a Nemo (2003) y Up (2009), a que se incorporara como codirector, papel que del Carmen aceptó. Buscaron inspiración para la película en sus propias historias y experiencias personales, incluida la inspiración de Del Carmen a través de su educación, y consultó a psicólogos y neurocientíficos en un esfuerzo por retratar la mente con mayor precisión. Los personajes principales de la película fueron elegidos en agosto de 2013. El desarrollo duró cinco años y medio. Inside Out se estrenó en la 68 edición del Festival de Cannes el 18 de mayo de 2015, y se estrenó en Estados Unidos el 19 de junio.

### Inside Out 2(2024)
Inside Out 2 sigue a una Riley adolescente con cuatro nuevas emociones que se unen a las cinco originales, con puntos de vista opuestos sobre qué tipo de persona debe ser Riley mientras se esfuerza por demostrar su valía en un campamento de hockey.
El desarrollo de Inside Out 2 se anunció por primera vez en 2022 durante el anuncio de la D23 Expo. Presenta la idea de Docter de «cinco a 27 emociones» de la primera película que la nueva directora Kelsey Mann propuso durante su producción para utilizar una construcción del mundo «veraz». Al igual que en la primera película, se consultó a psicólogos durante la producción, y también contó con un grupo de adolescentes que dieron su opinión en las primeras proyecciones de la película. Inside Out 2 se estrenó en El Capitan Theatre el 10 de junio de 2024 y ese mismo día se proyectó en el Festival Internacional de Cine de Animación de Annecy 2024. La película se estrenó en Estados Unidos el 14 de junio.

## Cortometraje

### Riley's First Date?(2015)
Riley's First Date? se estrenó el 3 de noviembre de 2015, en el lanzamiento en Blu-ray de la primera película con Josh Cooley como director y guionista. El corto sigue los acontecimientos de la película de 2015 Inside Out e involucra a los padres de Riley y sus emociones, sospechando que Riley está saliendo en una cita con un chico llamado Jordan.

## Series enstreaming

### Dream Productions(2024)
Dream Productions se estrenó en Disney+ el 11 de diciembre de 2024. Se trata de una serie en streaming basada en Inside Out que ha sido producida por Pixar y desarrollada por el coguionista de Soul, Mike Jones.  Explora cómo se fabrican los sueños dentro de la mente de Riley, y se sitúa entre los acontecimientos de la primera y la segunda película.

## Videojuegos

### Inside Out: Thought Bubbles(2015)
Inside Out: Thought Bubbles es un juego móvil del estilo Puzzle Bobble, lanzado en 2015 para algunas tiendas de aplicaciones. Las nuevas emociones de Riley se añadieron al juego a partir de junio de 2024 para coincidir con el lanzamiento de Inside Out 2.

### Disney Infinity 3.0(2015)
Disney Infinity 3.0 (2015) incluye un playset de plataformas tipo Inside Out con las emociones como personajes jugables.

### Disney Crossy Road(2016)
Disney Crossy Road se estrenó en 2016 y cuenta con los personajes de Inside Out.

### Lego The Incredibles(2018)
Bing Bong se convierte en un personaje jugable en Lego Los Increíbles.

### Disney Mirrorverse(2022)
El videojuego Disney Mirrorverse incluye una versión alternativa de Ira como personaje jugable.

### Disney Speedstorm(2024)
El 13 de junio de 2024, un día antes del estreno de Inside Out 2, el juego de carreras de karts Disney Speedstorm comenzó su octava temporada, Journey of Emotions, basada en Inside Out. La temporada añadió un circuito basado en la mente de Riley, con las cinco emociones originales más la ansiedad y el hastío como corredores jugables. Además, se añadieron otros personajes de Inside Out como miembros de la tripulación, con diferentes estados de ánimo de Riley Andersen como miembro de la tripulación épica para cada una de las emociones.

## Recepción

### Resultados de taquilla
La primera película fue la séptima más taquillera de 2015, y es la 21ª película de animación más taquillera de todos los tiempos. La segunda película es la más taquillera de 2024, la película de animación más taquillera de todos los tiempos y la novena película más taquillera de todos los tiempos. Posee varios récords, entre ellos el de mayor estreno mundial de la historia de Pixar, la tercera mejor apertura de una película de animación en el mercado nacional, la película de Pixar más taquillera de todos los tiempos, y la película de animación más taquillera a nivel nacional, superando estas dos últimas a Los Increíbles 2. Logró superar a la primera película en sólo dos semanas. También se convirtió en la segunda película de animación en recaudar 1 000 millones de dólares a escala internacional.
Inside Out es la séptima serie de películas de animación más taquillera.
| Película     | Fecha de estreno en EE. UU. | Ingresos en taquilla    | Ingresos en taquilla | Ingresos en taquilla | Presupuesto             | Ref.          |
| Película     | Fecha de estreno en EE. UU. | Estados Unidos y Canadá | Otros territorios    | En todo el mundo     | Presupuesto             | Ref.          |
| ------------ | --------------------------- | ----------------------- | -------------------- | -------------------- | ----------------------- | ------------- |
| Inside Out   | 19 de junio de 2015         | 356,461,711             | 501,149,463          | 857,611,174          | 175 millones de dólares | [ 43 ]        |
| Inside Out 2 | 14 de junio de 2024         | 651,931,031             | 1,023,200,000        | 1,675,131,031        | 200 millones de dólares | [ 44 ] [ 45 ] |
| Total        | Total                       | 1,008,392,742           | 1,524,349,463        | 2,532,742,205        | 375 millones de dólares |               |

### Respuesta crítica y pública
| Película          | Crítica            | Crítica         | Público     | Público |
| Película          | Rotten Tomatoes    | Metacritic      | CinemaScore |         |
| ----------------- | ------------------ | --------------- | ----------- | ------- |
| Inside Out        | 98 % (384 reseñas) | 94 (55 reseñas) | A           |         |
| Inside Out 2      | 91 % (308 reseñas) | 73 (59 reseñas) | A           |         |
| Dream Productions | 80 % (20 reseñas)  | 67 (14 reseñas) |             |         |

### Galardones
La primera película ganó el Oscar a la mejor película de animación, el premio BAFTA a la mejor película de animación, el Critics' Choice Movie Award a la mejor película de animación, y el Globo de Oro a la mejor película de animación.

## Atracciones de parques temáticos
Inside Out Emotional Whirlwind, una atracción giratoria, funciona desde 2019 en Disney California Adventure. Emotions at Play with Pixar's Inside Out es una exposición del Museo Infantil de Pittsburgh que funciona desde 2021. Presenta actividades basadas en escenas de la primera película. Una confitería, Inside Out: Joyful Sweets, abrió en Disney Wish en julio de 2022.

## Impacto en la terapia
El conocimiento colectivo de la franquicia Inside Out se ha utilizado para la terapia, debido a que se trata de representaciones físicas de las emociones, lo que puede ayudar a los niños (y a las personas mayores) a comprender las emociones. Los profesionales de la salud mental han elogiado la franquicia por no villanizar ninguna emoción.